# 台上镇
台上镇，是中华人民共和国吉林省通化市集安市下辖的一个乡镇级行政单位。

## 行政区划
台上镇下辖以下地区：
泰兴社区、一参场社区、双岔村、板岔村、台上村、中兴村、兴安村、荒崴子村、光明村、刘家村、老岭村、大顶子村、东明村和东升村。